# Tissanginae
Los tisanginos (Tissanginae) son una subfamilia de lepidópteros ditrisios de la familia Eupterotidae.

## Géneros
- Tissanga[1]